# Francisco Manso de Zúñiga

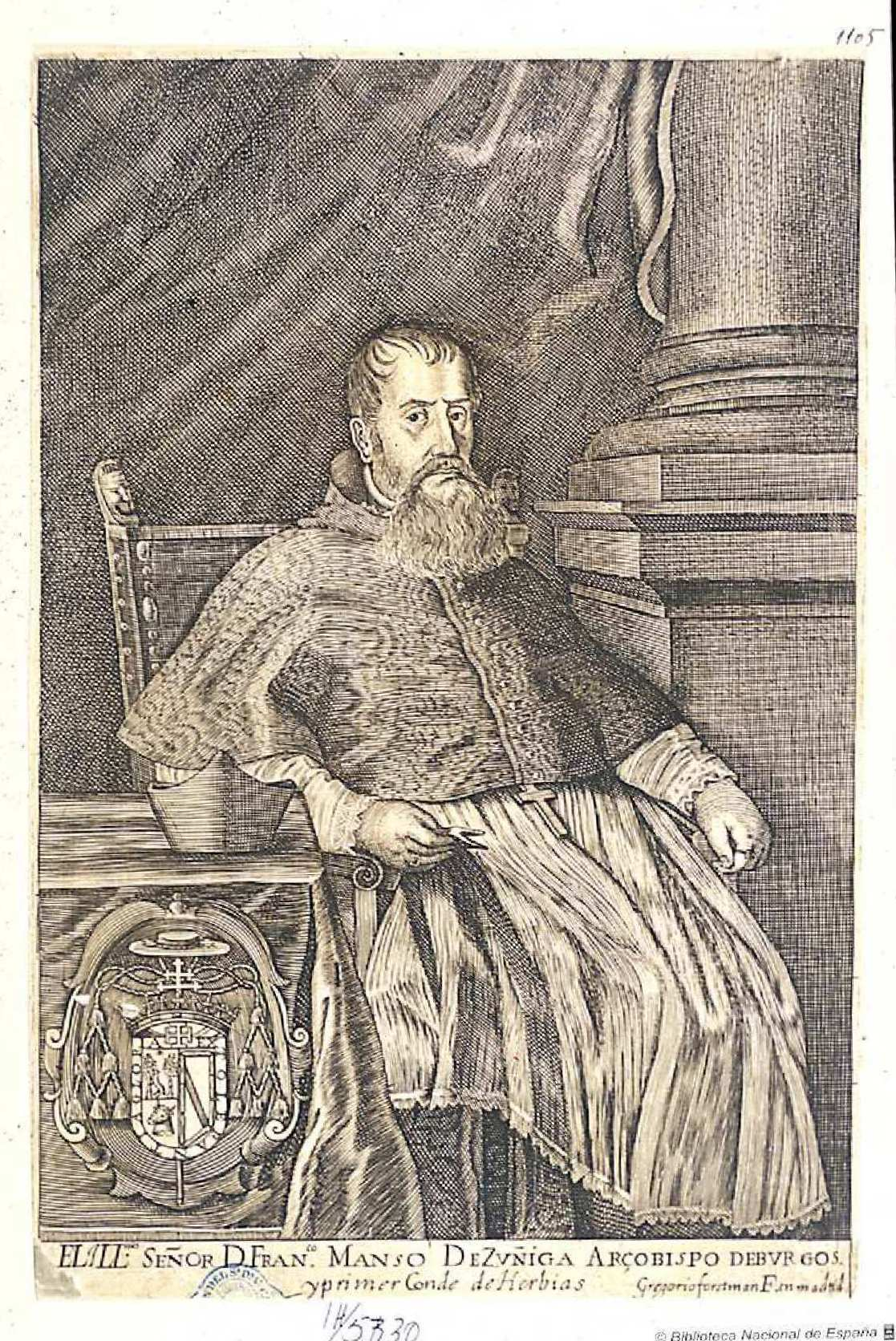
Retrato de Francisco Manso de Zúñiga por Gregorio Fosman. Inscripción: «El Illm.º Señor D. Franc.º Manso de Zvñiga Arçobispo de Bvrgos y primer Conde de Herbias». Ilustración de El Moisen Segundo... Santo Domingo Manso, por Fray Ambrosio Gómez. Madrid, 1683.

Francisco Manso y Zuñiga (Canillas de Río Tuerto, La Rioja (España), 1587-Burgos, 27 de diciembre de 1656) fue un religioso español, arzobispo de México de 1626 a 1635 y posteriormente obispo de Cartagena y arzobispo de Burgos, miembro de los Consejos de Castilla y de Indias y conde de Hervías desde 1651.

## Biografía
Estudió en la universidad de Salamanca y posteriormente en el Colegio de Santa Cruz de Valladolid de cuya universidad fue catedrático de cánones. Tras ocupar diversos cargos eclesiásticos, en 1617 fue nombrado oidor de la cancillería de Granada y miembro del Real Consejo de Indias. El 12 de abril de 1628 fue presentado por Felipe IV para Arzobispo de México y consagrado en el Santuario de los Remedios (actual estado de México) en 1629.
En ese año se produjo una importante inundación en la Ciudad de México. Aparte las represas al norte y al oeste, cuyos desbordes y filtraciones dañaron a los barrios pobres, se colocaron tapias en las puertas de las casas, pero las construcciones empezaron a hundirse, el arzobispo Manso mandó quitar las que supuestamente protegían a los templos, con lo cual se conservaron. Una cabeza de león, empotrada en la casa de la esquina de Madero y Motolinía, recuerda la altura (2.20 m) hasta donde llegaron las aguas de las lagunas. Para fines de ese año habían perecido más de treinta mil indios y de las veinte mil familias españolas no quedaron sino cuatrocientas, pues la mayoría se habían trasladado a otras partes. Únicamente el barrio de Tlatelolco, por su mayor altura, quedó en parte libre del agua. El arzobispo mandó instalar altares en los balcones de las casas, para que los atribulados habitantes pudieran oír misas desde sus canoas. En una notabilísima flota de canoas, el virrey, el arzobispo, los miembros de la Real Audiencia, los regidores del ayuntamiento, el rector y los doctores de la universidad y lo más selecto del clero secular y regular seguidos de miles de fieles, marcharon en procesión, transportado desde su santuario hasta el palacio arzobispal (calles Moneda y Lic. Primo de Verdad), la imagen de la Virgen de Guadalupe, haciendo voto de no regresarla hasta que pudiera ser llevada a pie, lo cual al fin se logró el 14 de mayo de 1634, pues en 1633 volvieron a subir las aguas. 
En 1635, por desavenencias con el Virrey Lope Díez de Aux y Armendáriz, marqués de Cadreita, regresó a la península, donde en 1637 ocupó la plaza vacante de obispo de Cartagena donde permaneció hasta vacar la sede de Burgos cuyo arzobispado ocupó en 1641.